# 西野かつみ
西野 かつみ（にしの かつみ）は、日本のライトノベル作家、漫画原作者。男性。岩手県出身。現在も岩手県盛岡市在住。

## 略歴
2005年、名波薫2号のペンネームで投稿した「彼女はこん、とかわいく咳をして」で第1回MF文庫Jライトノベル新人賞（メディアファクトリー主催）佳作を受賞。同作を改題した「かのこん」でMF文庫Jよりデビューし、現在に至る。

## 作品一覧

### 小説
- かのこん（既刊15巻、2005年10月 - 、イラスト：狐印）
- ぱんどら（既刊2巻、2009年06月 - 、イラスト：蔓木鋼音）
- オノゴロ星奇譚（GA文庫『マップス・シェアードワールド 2 ―天翔る船―』収録、2009年02月）

### 漫画原作
- かのこん（作画：山木鈴、『月刊コミックアライブ』 メディアファクトリー、2006年 - 2010年）
- 重金属彼女（作画：りすまい、『ガンガンONLINE』 スクウェア・エニックス、2010年 - 2011年）

## 出演

### 声優出演
- TVアニメ『かのこん』ドラマCD〜今日は記念日？ちずると耕太の初デート〜（2008年、からくりお化け）